# Ben Gorm
Ben Gorm är ett berg i republiken Irland.   Det ligger i grevskapet Maigh Eo och provinsen Connacht, i den nordvästra delen av landet, 230 km väster om huvudstaden Dublin. Toppen på Ben Gorm är 700 meter över havet, eller 620 meter över den omgivande terrängen. Bredden vid basen är 4,7 km.
Terrängen runt Ben Gorm är huvudsakligen kuperad.Runt Ben Gorm är det mycket glesbefolkat, med 3 invånare per kvadratkilometer. Närmaste större samhälle är Louisburgh, 17,9 km norr om Ben Gorm. Trakten runt Ben Gorm består i huvudsak av gräsmarker.